# Richter 110
Le Richter 110 ou 110 Rc, est un porte-greffe utilisé en viticulture.

## Origine
Le Richter 110 doit son nom à son hybrideur, Franz Richter qui l'a créé en 1902. Ce cépage est issu d'une hybridation interspécifique entre Vitis berlandieri (cépage Rességuier n°2) et Vitis rupestris (cépage Martin).
En France, la surface de vigne greffée sur 110 R est d'environ 110 000 hectares.

## Caractères ampélographiques
Le bourgeonnement est demi-ouvert et faiblement velu. Les jeunes feuilles brillantes et colorées de rouge.
Le rameau herbacé a un port buissonnant. La section est circulaire à légèrement ovale, côtelée, striée et colorée de rouge.
Les feuilles adultes sont petites, entières et réniformes. Le limbe est plié en gouttière autour de la nervure centrale, bullé et luisant. Le sinus pétiolaire est très ouvert en U, et la bordure présente des dents moyennes rectilignes. Le dessous est presque glabre.
Les fleurs sont mâles donc sans production de raisin. 
Les sarments aoûtés sont glabres et de couleur brun-gris à brun-rouge.

## Aptitudes

### Adaptation au terroir
Le 110 R est un des porte-greffe les plus résistants à la sécheresse, mais il ne tolère que très mal l'humidité. Il a aussi une bonne résistance a phylloxera radicicole, mais une certaine sensibilité aux nématodes. 
Son adaptation au calcaire est moyenne. Il supporte des terrains de 17 % de calcaire actif et d'un indice de pouvoir chlorosant de 30. L'extériorisation des symptômes de chlorose varie selon les greffons. 
Il est bien adapté aux sols maigres, caillouteux faiblement calcaires; comme les schistes et terrasses anciennes des vallées alluviales.

### Aptitude au greffage
Son aptitude au bouturage et au greffage est moyenne. Il est parfois nécessaire de prolonger la stratification (passage en chambre chaude et humide pour assurer la soudure de la greffe) et d'augmenter les doses de phytohormones. L'aoûtement est inégal et la production de bois à greffer moyenne.
Il existe une incompatibilité partielle avec la syrah N. L'assemblage risque une chlorose ferrique dès 5 % de calcaire actif et le dépérissement de la syrah est aggravé par ce porte-greffe.
Ce porte-greffe vigoureux confère au greffon une fertilité élevée induisant un certain retard de maturité. Il favorise la coulure avec certains cépages comme l'ugni blanc B.

## Sources